# Patricia Ballet
Patricia Ballet  est une actrice ivoirienne ayant tourné dans la série Ma famille. Elle y tient le rôle d'une des filles de Michel Bohiri.

## Filmographie
- Ma Famille